# 京都4歳特別
京都4歳特別（きょうとよんさいとくべつ）は、日本中央競馬会 (JRA) が京都競馬場の芝2000mで施行していた競馬の重賞（GIII）競走である。正式名称は毎日放送賞京都4歳特別、毎日放送が優勝杯を提供していた。

## 概要
本競走は、1955年にクラシック競走である東京優駿（日本ダービー）の前哨戦として、京都競馬場の芝1700mの4歳（現3歳）限定の混合の別定の重賞競走、京都4歳特別として創設された。
1956年からは施行距離を芝2000mに変更、1965年は京都競馬場の改修工事により阪神競馬場の芝2000mで施行、1969年からは施行距離を芝1600mに変更したが、1971年には再び芝2000mに戻す事になる。
1980年は京都競馬場の改修工事により再び阪神競馬場の芝2000mで施行、1983年のみは日本ダービー記念（同レースの第50回開催を記念したもの）の副称が付けられて施行、1984年からはグレード制施行によりGIIIに格付けされると共に毎日放送から優勝杯を提供されたのを機に毎日放送賞の副称が付く事になった。
1994年は京都競馬場の改修工事により再び阪神競馬場の芝2000mで施行、1997年からは特別指定競走に指定、JRAに認定された地方所属の競走馬も出走可能になったが、2000年における中央競馬の番組改正により菊花賞トライアルの京都新聞杯が本競走の施行時期に移設された事により1999年の第45回競走を最後に京都新聞杯に競走機能を引き継ぐ形で廃止となった。また本競走の廃止に伴い毎日放送賞は2000年よりスワンステークスに変更となった。
青葉賞と並び東京優駿（日本ダービー）の前哨戦として位置付けられ、優先出走権枠外の上位収得賞金額順枠で東京優駿（日本ダービー）の出走を目指す栗東トレーニングセンターの競走馬（関西馬）が出走し、東京優駿（日本ダービー）の最後の前哨戦であった事から（東京優駿（日本ダービー）の）「東上最終便」と呼ばれていた。
出走資格は3歳（旧4歳）限定のJRA所属の競走馬（外国産馬含む）及びJRAに認定された地方所属の競走馬だった。
負担重量は、別定で55キロ、牝馬は54キロを基本とし、更に収得賞金額1,600万円毎に1キロの負担が課せられていた。
最終年度の総額賞金は、7,600万円で、1着賞金4,000万円、2着賞金1,600万円、3着賞金1,000万円、4着賞金600万円、5着賞金400万円と定められていた。
優勝レイは赤地に黄文字で、片側に「京都四歳特別」、もう片側に「毎日放送賞」と記されていた。

## 歴史
- 1955年 京都競馬場の芝1700mの4歳（現3歳）の混合の別定の重賞競走、京都4歳特別として創設。
- 1956年 施行距離を芝2000mに変更。
- 1963年
  - 清田十一が騎手として史上初の連覇。
  - 伊藤勝吉が調教師として史上初の連覇。
- 1965年 京都競馬場の改修工事により阪神競馬場の芝2000mで施行。
- 1968年 武邦彦が騎手として2人目の連覇。
- 1969年 施行距離を芝1600mに変更。
- 1971年 施行距離を芝2000mに戻す。
- 1980年 京都競馬場の改修工事により阪神競馬場の芝2000mで施行。
- 1983年 日本ダービー記念の副称が当年のみ付く。
- 1984年
  - 毎日放送から優勝杯の提供を受ける。
  - グレード制によりGIIIに格付け。
- 1994年 京都競馬場の改修工事により阪神競馬場の芝2000mで施行。
- 1997年
  - 特別指定競走に指定。
  - 藤田伸二が騎手として3人目の連覇。
- 1999年 第45回競走を最後に廃止、京都新聞杯に競走機能を引き継ぐ。

### 歴代優勝馬
| 回数   | 施行日        | 競馬場 | 距離    | 優勝馬             | 性齢 | タイム   | 優勝騎手   | 管理調教師 |
| ------ | ------------- | ------ | ------- | ------------------ | ---- | -------- | ---------- | ---------- |
| 第1回  | 1955年5月3日  | 京都   | 芝1700m | ヤサカ             | 牡3  | 1:44 3/5 | 佐藤勇     | 武田文吾   |
| 第2回  | 1956年4月22日 | 京都   | 芝2000m | ツキシマ           | 牝3  | 2:07 2/5 | 杉村一馬   | 佐藤勇     |
| 第3回  | 1957年4月14日 | 京都   | 芝2000m | ハタリユウ         | 牡3  | 2:07 4/5 | 古野重孝   | 武田文吾   |
| 第4回  | 1958年4月6日  | 京都   | 芝2000m | リンデン           | 牡3  | 2:09 3/5 | 上田三千夫 | 上田武司   |
| 第5回  | 1959年4月12日 | 京都   | 芝2000m | リユウシヨウ       | 牡3  | 2:11 3/5 | 宮本悳     | 橋本正晴   |
| 第6回  | 1960年4月10日 | 京都   | 芝2000m | トキノウイナー     | 牡3  | 2:06.8   | 武邦彦     | 武平三     |
| 第7回  | 1961年5月5日  | 京都   | 芝2000m | ダイタイセイ       | 牡3  | 2:08.2   | 久恒久夫   | 星川泉士   |
| 第8回  | 1962年5月3日  | 京都   | 芝2000m | タカシゲ           | 牡3  | 2:07.2   | 清田十一   | 伊藤勝吉   |
| 第9回  | 1963年5月3日  | 京都   | 芝2000m | チトセリバー       | 牡3  | 2:05.5   | 清田十一   | 伊藤勝吉   |
| 第10回 | 1964年4月26日 | 京都   | 芝2000m | ソロナリユウ       | 牡3  | 2:11.7   | 栗田勝     | 武田文吾   |
| 第11回 | 1965年4月25日 | 阪神   | 芝2000m | アストウエー       | 牝3  | 2:06.4   | 北橋修二   | 松元正雄   |
| 第12回 | 1966年5月1日  | 京都   | 芝2000m | ブルターニユ       | 牡3  | 2:05.1   | 須貝彦三   | 橋田俊三   |
| 第13回 | 1967年5月5日  | 京都   | 芝2000m | アトラス           | 牡3  | 2:04.8   | 武邦彦     | 武平三     |
| 第14回 | 1968年5月5日  | 京都   | 芝2000m | タマノオー         | 牡3  | 2:03.7   | 武邦彦     | 土門健司   |
| 第15回 | 1969年3月9日  | 京都   | 芝1600m | トウメイ           | 牝3  | 1:39.7   | 高橋成忠   | 清水茂次   |
| 第16回 | 1970年3月1日  | 京都   | 芝1600m | タニノモスボロー   | 牡3  | 1:42.8   | 福永洋一   | 戸山為夫   |
| 第17回 | 1971年5月2日  | 京都   | 芝2000m | シバクサ           | 牡3  | 2:04.4   | 高崎詠三郎 | 橋本正晴   |
| 第18回 | 1972年5月5日  | 京都   | 芝2000m | マサイチモンジ     | 牡3  | 2:07.8   | 安藤正敏   | 上田三千夫 |
| 第19回 | 1973年5月6日  | 京都   | 芝2000m | アイアン           | 牡3  | 2:04.4   | 西浦勝一   | 柳田次男   |
| 第20回 | 1974年5月5日  | 京都   | 芝2000m | ミカファスト       | 牡3  | 2:04.6   | 梅内忍     | 梅内慶蔵   |
| 第21回 | 1975年5月4日  | 京都   | 芝2000m | メイセイヒカリ     | 牡3  | 2:06.4   | 清水英次   | 玉谷敬治   |
| 第22回 | 1976年5月2日  | 京都   | 芝2000m | ユウホープ         | 牡3  | 2:06.1   | 福永洋一   | 武田文吾   |
| 第23回 | 1977年5月1日  | 京都   | 芝2000m | スリークルト       | 牡3  | 2:04.7   | 飯田明弘   | 宇田明彦   |
| 第24回 | 1978年4月30日 | 京都   | 芝2000m | カンパーリ         | 牡3  | 2:04.0   | 福永洋一   | 武田文吾   |
| 第25回 | 1979年4月28日 | 京都   | 芝2000m | エイシンタロー     | 牡3  | 2:03.4   | 田原成貴   | 須貝彦三   |
| 第26回 | 1980年4月27日 | 阪神   | 芝2000m | タカノカチドキ     | 牡3  | 2:02.2   | 武邦彦     | 服部正利   |
| 第27回 | 1981年5月3日  | 京都   | 芝2000m | オオシマスズラン   | 牝3  | 2:03.0   | 猿橋重利   | 大久保石松 |
| 第28回 | 1982年5月2日  | 京都   | 芝2000m | ハシローディー     | 牡3  | 2:03.7   | 村本善之   | 福永甲     |
| 第29回 | 1983年5月1日  | 京都   | 芝2000m | ワイドオー         | 牡3  | 2:04.5   | 川端義雄   | 内藤繁春   |
| 第30回 | 1984年5月6日  | 京都   | 芝2000m | キタヤマザクラ     | 牡3  | 2:04.9   | 小島貞博   | 戸山為夫   |
| 第31回 | 1985年5月5日  | 京都   | 芝2000m | ランドヒリュウ     | 牡3  | 2:03.6   | 村本善之   | 小林稔     |
| 第32回 | 1986年5月4日  | 京都   | 芝2000m | エイシンガッツ     | 牡3  | 2:06.8   | 清水英次   | 湯浅三郎   |
| 第33回 | 1987年5月10日 | 京都   | 芝2000m | ダイナチョイス     | 牡3  | 2:05.1   | 河内洋     | 工藤嘉見   |
| 第34回 | 1988年5月8日  | 京都   | 芝2000m | オグリキャップ     | 牡3  | 2:03.6   | 南井克巳   | 瀬戸口勉   |
| 第35回 | 1989年5月7日  | 京都   | 芝2000m | スターサンシャイン | 牡3  | 2:05.8   | 岡冨俊一   | 中村覚之助 |
| 第36回 | 1990年5月6日  | 京都   | 芝2000m | ニホンピロエイブル | 牡3  | 2:03.0   | 丸山勝秀   | 田中耕太郎 |
| 第37回 | 1991年5月5日  | 京都   | 芝2000m | コガネパワー       | 牡3  | 2:02.5   | 田原成貴   | 鶴留明雄   |
| 第38回 | 1992年5月10日 | 京都   | 芝2000m | ヒシマサル         | 牡3  | 2:04.2   | 田島信行   | 佐山優     |
| 第39回 | 1993年5月9日  | 京都   | 芝2000m | ケイウーマン       | 牝3  | 2:02.2   | 武豊       | 浅見国一   |
| 第40回 | 1994年5月8日  | 阪神   | 芝2000m | イイデライナー     | 牡3  | 2:01.0   | 岸滋彦     | 大久保正陽 |
| 第41回 | 1995年5月7日  | 京都   | 芝2000m | イブキインターハイ | 牡3  | 2:00.4   | 松永幹夫   | 新井仁     |
| 第42回 | 1996年5月5日  | 京都   | 芝2000m | ザフォリア         | 牡3  | 2:03.2   | 藤田伸二   | 池江泰郎   |
| 第43回 | 1997年5月4日  | 京都   | 芝2000m | シルクジャスティス | 牡3  | 2:01.1   | 藤田伸二   | 大久保正陽 |
| 第44回 | 1998年5月10日 | 京都   | 芝2000m | ミラクルタイム     | 牡3  | 2:02.1   | 蛯名正義   | 前田禎     |
| 第45回 | 1999年5月9日  | 京都   | 芝2000m | ビッグバイキング   | 牡3  | 2:00.4   | 河内洋     | 白井寿昭   |

## 本競走からの東京優駿（日本ダービー）優勝馬
創設以来、東京優駿（日本ダービー）の優勝馬が出る事は無かったが、第43回競走で優勝したシルクジャスティスの2着入賞がある。

#### 各回競走結果の出典
- 「毎日放送賞京都4歳特別 (GIII)」『中央競馬全重賞競走成績集 【障害・廃止競走編】』日本中央競馬会、2006年、473-528頁。